# Oospila pellucida
Oospila pellucida là một loài bướm đêm trong họ Geometridae.